# Cernotina pulchra
Cernotina pulchra is een fossiele soort schietmot uit de familie Polycentropodidae.